# 남서아프리카 인민기구
남서아프리카 인민기구(영어: South West Africa People’s Organisation, SWAPO)는 나미비아의 정당이자 구 독립 운동이다. 나미비아는 1990년 독립을 쟁취한 이후 줄곧 집권당이었다. 당은 오밤보족에 의해 수와 영향력이 계속 지배되고 있다.
SWAPO는 1994년부터 2019년까지 의회에서 3분의 2의 과반을 차지하고 있다. 2019년 11월 치러진 총선에서 국민투표의 65.5%, 국회 의석 104석 중 63석을 차지했다. 또 국민회의 의석 42석 중 40석을 차지하고 있다. 2017년 11월 현재 나미비아의 하게 게인고브 대통령은 당 선거대책회의에서 선출된 후 SWAPO 대표를 맡고 있다.

## 재무 및 비즈니스 이익
비록 SWAPO가 운영을 위해 정부로부터 재정을 받지만, 당은 또한 광범위한 사업 이익을 가지고 있다. 칼라하리 홀딩스를 통해 여러 회사와 합작법인을 체결했는데, 그 중 51%를 소유하고 있는 민간 위성 TV 제공업체인 멀티초이스의 나미비아 지점이 가장 두드러진다. 칼라하리 홀딩스는 라디오 에너지, 아프리카 온라인, 그리고 관광, 농업, 보안서비스, 건강보험 분야의 기업들과 더 많은 합작회사를 가지고 있다. 나미브 계약 하울리지, 남프린트, 쿠두 투자, 은딜리마니 문화단 등을 소유하고 있다.

## 멤버십
SWAPO는 사회주의 인터내셔널의 정식 회원이다. 1990년 나미비아 독립 전 비동맹 운동의 일원이었다.

## 같이 보기
- 남아프리카 국경 전쟁